# Kienzle Uhren
Kienzle Uhren war bis 2014 ein deutscher Uhrenhersteller. Er wurde in der einstmals „größten Uhrenstadt der Welt“, Schwenningen am Neckar, gegründet und hatte zuletzt seinen Hauptsitz in Hamburg. Heute unter der Marke Kienzle vertriebene Uhren werden von anderen Herstellern produziert. Sie nutzen die Marke in Lizenz.
Kienzle Uhren ist nicht zu verwechseln mit der im benachbarten Villingen ansässigen Kienzle Apparate (heute Continental).

## Geschichte
Kienzle Uhren wurde 1822 in Schwenningen am Neckar als Deutsche Uhrenfabrik vom Uhrmachermeister Johannes Schlenker gegründet. Zu Beginn vertrieb Schlenker als Hausierer handgefertigte Schwarzwalduhren. Unter seinem Enkel Carl Johannes Schlenker und dessen 1883 eingeheirateten Schwager Jakob Kienzle entstand eine serienmäßige Fabrikation von Weckern und Regulateurwerken unter der Signatur Schlenker & Kienzle. Die jährlich 20.000 hergestellten Wand- und Pendeluhren wurden ausschließlich manuell gefertigt. 1893 wurden bereits 162.000 Uhren und Wecker pro Jahr hergestellt. 

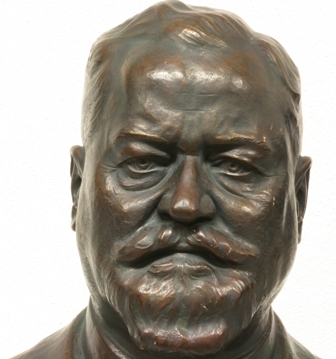
Jakob Kienzle

Ab 1894 wurden mithilfe der industrialisierten Produktion vorgefertigte, standardisierte Einzelteile und durchbrochene Platinen verwendet, um unter anderem die verwendete Materialmenge und damit die Kosten bei Weckern und Wanduhren zu reduzieren. Diese Prozessoptimierung in der Produktion war zu diesem Zeitpunkt innovativ.
Ab 1897 wurde Jakob Kienzle Alleininhaber, und der Name des Unternehmens wurde nach einiger Zeit in die heutige Form Kienzle umgewandelt. Die Uhrenfertigung wurde erweitert und modernisiert, die internationalen Aktivitäten ausgebaut. In den folgenden Jahren wurden neben einer Fabrik in Böhmen auch Niederlassungen in Mailand, Paris und London gegründet.
Um das Jahr 1899 stellten rund 400 Mitarbeiter eine Million Uhren und Wecker jährlich her.
1900 brachte das Unternehmen die Stechuhr auf den Markt, gefolgt von preiswerten Taschenuhren, Reiseweckern und Armbanduhren für Damen sowie von den ersten Borduhren für Automobile.

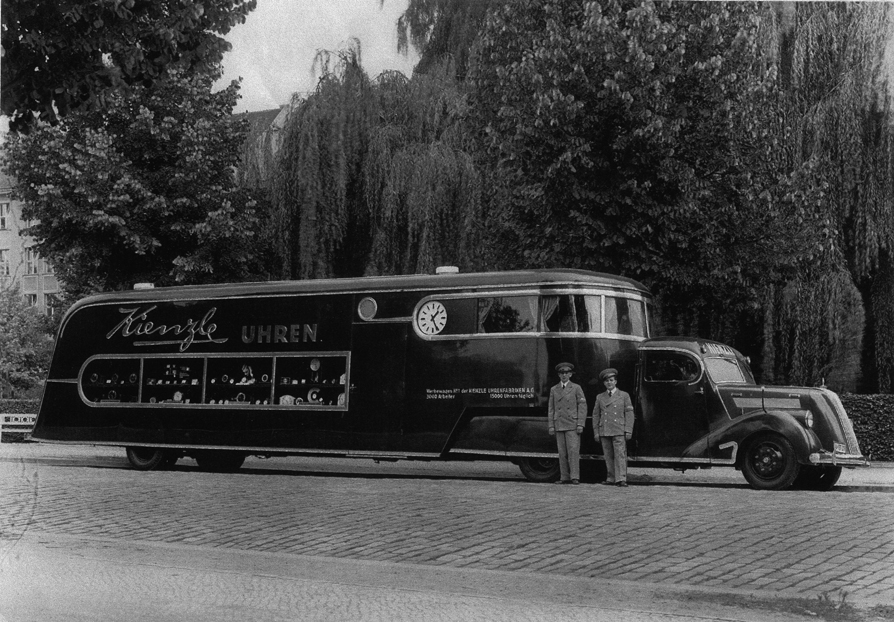
Einer der ersten Kienzle-Busse

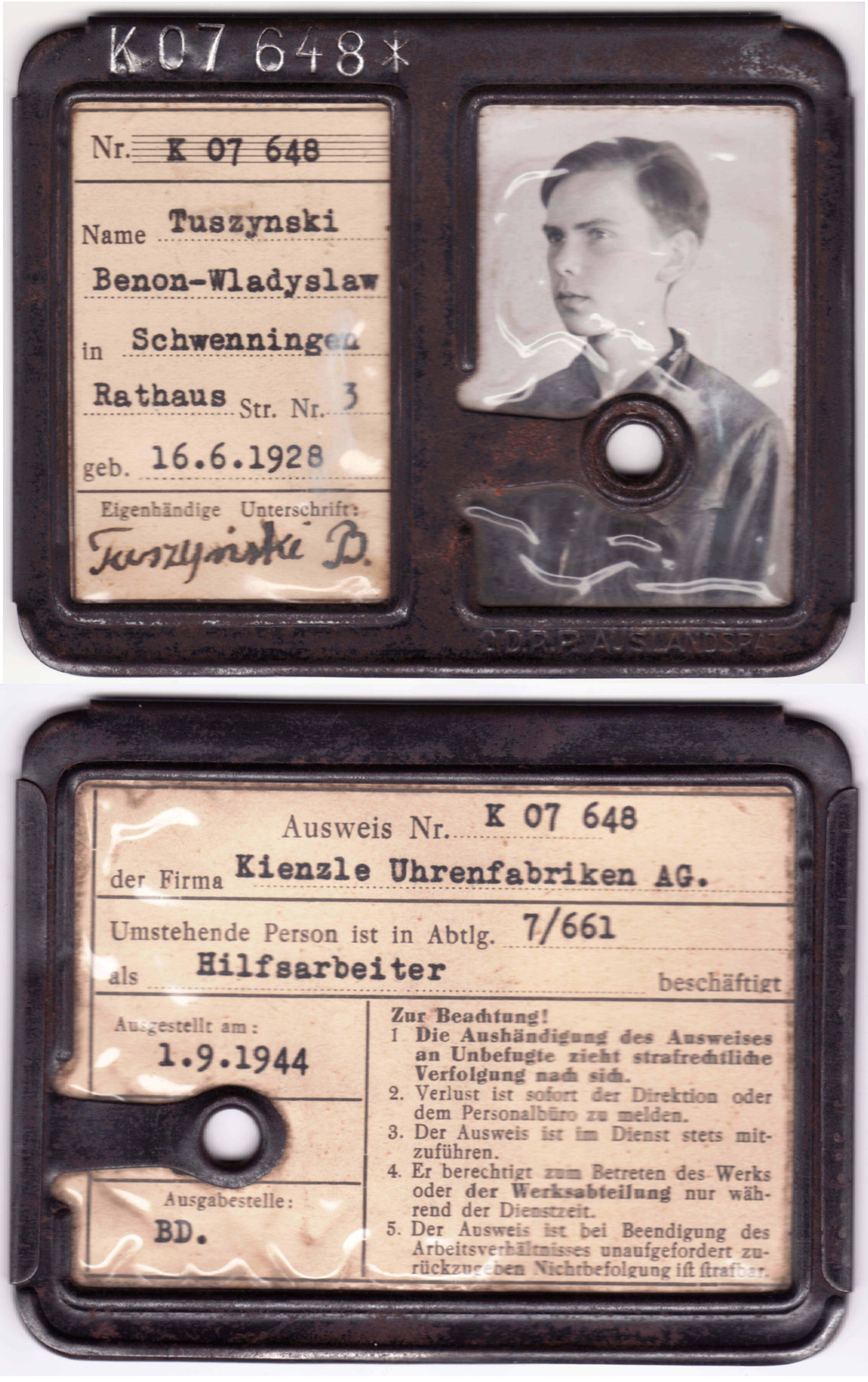
Werksausweis des 16-jährigen polnischen Zwangsarbeiters bei Kienzle Uhren, Benon Tuszyński

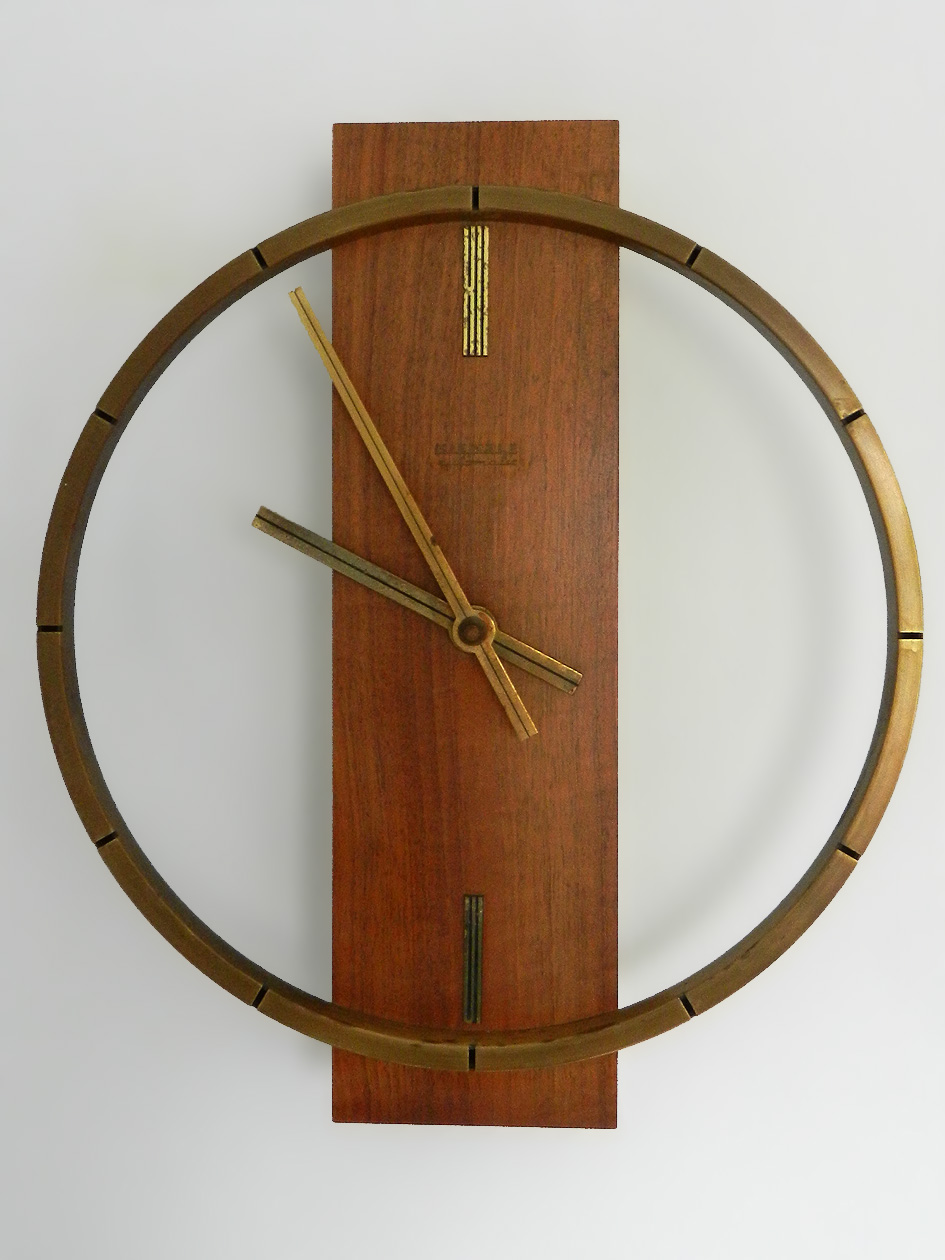
Kienzle Automatic

Aktie über 1000 DM der Kienzle Uhrenfabriken AG vom Juli 1951

Nach dem Ersten Weltkrieg durchlebte die deutsche Uhrenindustrie eine dauerhafte Krise. Kriegsfolgen, Inflation und ausländische Konkurrenz bedrohten die deutschen Anbieter. Ab 1926 verhandelten die großen Uhrenhersteller deshalb über Kooperationen und Fusionen, und 1928 wurden die Kienzle Uhrenfabriken mit der Thomas Ernst Haller AG Schwenningen zur Kienzle-Haller AG fusioniert. Gespräche mit der ebenfalls in Schwenningen ansässigen Friedrich Mauthe GmbH wurden abgebrochen. In dieser Zeit spaltete sich auch die Kienzle Taxameter und Apparate AG (später Kienzle Apparate) von den Kienzle Uhrenfabriken ab und führte das ganze Programm an Instrumenten und Kontrollapparaten für Fabriken und Fahrzeuge (v. a. Taxameter und Arbeitsschauuhren) unter eigener Verantwortung weiter.
1931 brachte Kienzle die Strapazier-Armbanduhr auf den Markt. Durch ihre Konstruktion war diese Uhr sehr belastbar und wurde mit weit über 25 Millionen Exemplaren verkauft. Ende der 1930er Jahre begann das Unternehmen mit der Fertigung zweier Tischuhr-Typen der gehobenen Preiskategorie: die Sternzeichenuhr und die Weltzeituhr. Ab 1936 wurden in eigens umgebauten Bussen die Produkte deutschlandweit präsentiert. Als Weiterentwicklung der Autouhr entstand in den 1930er Jahren die 8-Tage-Fliegeruhr, die in das Armaturenbrett der Flugzeug-Cockpits eingebaut wurde.
Im Jahr 1939 beschäftigte Kienzle über 3500 Mitarbeiter, die 5 Millionen Uhren pro Jahr fertigten.

Die Unternehmensgeschichte setzte sich unmittelbar nach dem Zweiten Weltkrieg fort. Ab 1956 wurde die sogenannte Volksautomatik für die Produktion verwendet. Dabei versorgte ein Rotor, der sich in beide Drehrichtungen aufzog, den Mechanismus mit Energie. Der Anker wurde als Stift-Stein-Ankerhemmung Patent Kienzle-Ankergang ausgeführt. 

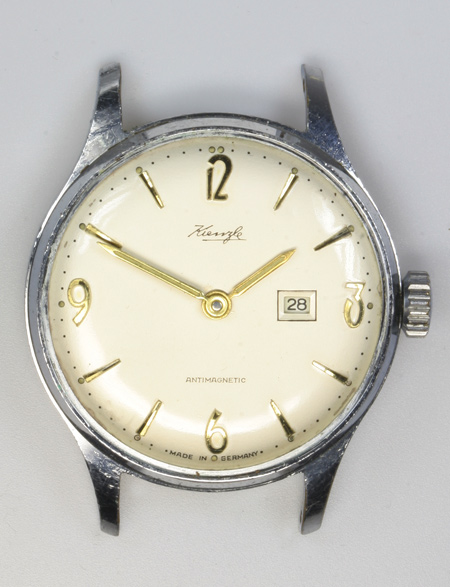
Kienzle-Uhr

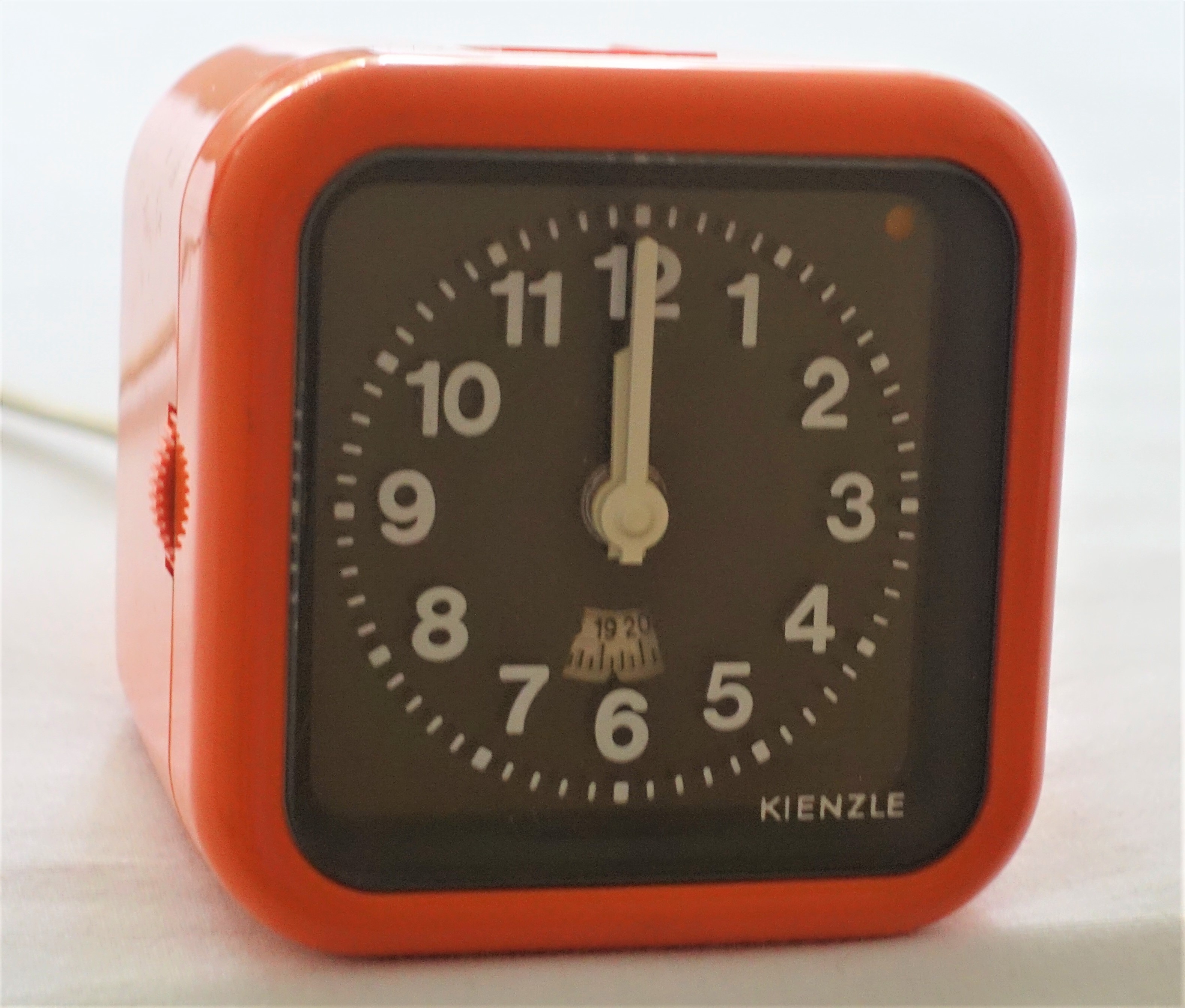
Kienzle Wecker 1970er Jahre

Historisches Logo des Unternehmens

In den 1960er und 1970er Jahren entwickelte sich das Unternehmen zum Marktführer in Deutschland. 1963 wurde die erste Solar-Tischuhr „Heliomat“ herausgebracht. Dazu wurde bei einem batteriebetriebenen elektromechanischen Uhrwerk die Batterie durch einen Akku ersetzt, der durch ein Solarmodul in der Gehäuseoberseite aufgeladen wurde. 1972 wurde die erste batteriebetriebene Uhr und das erste Quarzwerk produziert. In den darauf folgenden Jahren stellte Kienzle als erstes Unternehmen eine Quarz-LED-Armbanduhr her und präsentierte den ersten quarzbetriebenen Reisewecker.
Auch die 1986 entwickelte Solaruhr mit ihrem geringeren Lichtbedarf und polykristallinem Solargenerator war ein Novum. Zu Beginn der 1990er Jahre entwickelte das Unternehmen eine bis 12.000 Meter Tauchtiefe wasserdichte Uhr und präsentierte die erste Funkweckuhr der Welt mit analoger Weckzeiteinstellung.
1996 brachte das Unternehmen ein neues Funkuhrwerk auf den Markt. Das kleine zweimotorige Einbauwerk, das per Funk gesteuert wurde, stellte sich schneller als andere Werke ein und war damit eine Weltneuheit.
1997 wurde Kienzle von der Gruppe Highway Holdings übernommen. 2002 kehrte das Unternehmen mit der Gründung der Kienzle AG nach Deutschland zurück. Seitdem befand sich der Unternehmenssitz in Hamburg. Das Unternehmen kaufte unter anderem die Markenrechte und begann mit der Entwicklung und Fertigung von drei neuen Uhrenkollektionen in unterschiedlichen Preiskategorien. 2008 verlegte das Unternehmen seinen Firmensitz in ein altes Hamburger Kaufmannshaus in Hamburg-Harvestehude.
Anfang 2010 musste Kienzle erneut Insolvenz anmelden, worauf eine Umstrukturierung folgte. Seit 2011 gehören die weltweiten Markenrechte der Premier Trademarks AG in der Schweiz. Ein Versuch eines Neustarts endete 2014 in einer erneuten Insolvenz. Es werden jedoch auch weiterhin Uhren unter dem Namen Kienzle verkauft.
Im Jahr vor der Kienzle-Insolvenz wurde die Marke in ein Schweizer Unternehmen, die Rooster Holding aus Meggen, transferiert. Über viele Jahre schlummerten Kienzle-Marken bei der Premier Trademarks, einer Tochter der Independent Watch Group. Status mit Blick auf das Markenregister: Löschung wegen Nichtverlängerung. 2024 hat die Kienzle 1822 GmbH in Wels die Marke Kienzle übernommen.